# 四家子泡
四家子泡是一个位于中国吉林省镇赉县的湖泊，面积约为30平方千米，平均水深约为2米。